# Les savates du bon Dieu
Les savates du bon Dieu è un film del 2000 diretto da Jean-Claude Brisseau.